# إيجل إريكسن
إيجل إريكسن (بالنرويجية البوكمول: Egil Eriksen)‏ هو سياسي نرويجي، ولد في 20 أبريل 1909، وتوفي في 2 نوفمبر 1996. حزبياً، نشط في حزب العمال. وقد انتخب عضو برلمان النرويج ‏.